# Ипатов, Михаил Александрович
Михаил Александрович Ипатов (род. 7 декабря 1968, Пермь) — советский и российский хоккеист, нападающий. Тренер.

## Биография
Воспитанник пермского хоккея, за клуб «Молот» / «Молот-Прикамье» провёл 14 сезонов (1986/87 — 1987/88, 1990/91 — 1999/2000, 2003/04 — 2004/05). Также выступал за СКА Новосибирск (1988/89 — 1989/90), «Россию» Краснокамск (2001/02 — 1 матч), «Молот-Прикамье-2» (1996/97, 1999/2000, 2001/02. 2004/05), «Газовик» Тюмень (2000/01), «Ижсталь» Ижевск (2002/03 — 2003/04).
Детский тренер в пермских командах «Октан» (2011—2019), «Академия» (2019—2021), «Академия Молот» (2021—2023), в «Спутнике» Нижний Тагил (2024/25, по 10 января).